# Historisk Tidskrift för Finland
Historisk Tidskrift för Finland är en svenskspråkig historisk tidskrift i Finland som sedan 1916 utges av Historiska föreningen, vilken ursprungligen grundades 1914  av unga finlandssvenska historiker vid Helsingfors universitet under namnet Svenska Studenters Historiska Förening. Tack vare översättningsstöd från ”Expertkommittén för översättning av finskspråkig facklitteratur till svenska” är tidskriften numera också ett forum för finskspråkiga historiker. Tidningen utkommer med fyra nummer per år och har omkring 600 prenumeranter, främst från Finland, de övriga nordiska länderna och östersjöregionen.
Historisk Tidskrift för Finland finns tillgänglig på Vetenskapliga samfundens delegations webbplats som Open Access publikation (ISSN 2343-2888) från årgång 1990.

## Ansvariga redaktörer
- 1916–1924 P. O. von Törne
- 1925–1969 Eric Anthoni
- 1970–1981 Jarl Gallén
- 1982–2000 Max Engman
- 2001–2016 Lars-Folke Landgrén
- 2017–2021 Jennica Thylin-Klaus
- 2022– Johanna Wassholm